# Шага, Владимир Сергеевич
Владимир Сергеевич Шага (1933—1975) — советский ботаник, исследователь флоры и растительности Дальнего Востока.

## Биография
В 1961 году окончил естественный факультет Хабаровского государственного педагогического института. В 1963 году окончил очную аспирантуру при Дальневосточном НИИ лесного хозяйства (Хабаровск) по специальности лесоводство.
В 1966—1968 годах работал научным сотрудником в Хабаровском комплексном институте Дальневосточного филиала СО АН СССР. С 1968 года старший преподаватель кафедры ботаники Уссурийского государственного педагогического института. В 1969 году защитил кандидатскую диссертацию, в 1970 году присвоено учёное звание доцента, в 1974 году избран заведующим кафедрой ботаники.
Именем Владимира Сергеевича назван вид растений Chrysosplenium schagae Kharkev. & Vyschin (1985) — Селезёночник Шаги [≡ Chrysosplenium pilosum subsp. schagae (Kharkev. & Vyschin) Vorosch.], который им был впервые собран на вершине Тордоки-Яни в 1963 году.

## Научные труды
Автор и соавтор более 50 работ, некоторые из них:
- Шага В. С. Новые флористические находки в Центральном Сихотэ-Алине // Ботанический журнал. — 1965. — Т. 50, № 11. — С. 1623—1625. — ISSN 0006-8136.
- Шага В. С. Основные ассоциации тополевых лесов поймы р. Бурей // Лесной журнал. — 1966. — № 1. — С. 47—50. — ISSN 0536-1036.
- Шага В. С., Шага Н. И. Редкие и новые виды флоры Приамурья // Бюллетень Главного ботанического сада. — 1967. — Вып. 67. — С. 91—92. — ISSN 0366-502X.
- Шага В. С. Естественные смены лесов в пойме среднего течения реки Буреи // Известия Сибирского отделения Академии наук СССР. Серия биологических и медицинских наук. — 1967. — Вып. 2, № 10. — С. 86—90.
- Ворошилов В. Н., Шага В. С. Новый вид одуванчика с реки Буреи // Новости систематики высших растений. — 1968. — Т. 5. — С. 230—232. — ISSN 0568-5443.
- Шага В. С. Пойменные леса среднего течения реки Буреи // Геоморфологические, ландшафтные и биогеохимические исследования в Приамурье / отв. ред. А. С. Хоментовский. — М. : Наука, 1968. — С. 287—289. — 220 с.
- Шага В. С., Шага Н. И. Некоторые закономерности распределения прибрежно-водных растений пойменных озер Нижнего Амура // Известия Сибирского отделения Академии наук СССР. Серия биологических наук. — 1973. — Вып. 3, № 15. — С. 36—40. — ISSN 0568-6547.